# Стеценко Оксана Володимирівна
Стеценко Оксана Володимирівна (нар. 3 квітня 1963, Львів) — українська акторка театру і кіно, режисерка, педагог. Заслужена артистка України (2009). Лауреатка творчої премії імені Валентини Чистякової за кращу жіночу роль (2005), лауреат гранд-премії імені Марії Заньковецької за кращу роль міжнародного театрального фестивалю жіночої творчості ім. М. Заньковецької (2016), лауреатка гранд-премії Харківської державної адміністрації та Харківської обласної ради в галузі «театральне мистецтво» (2017). Завідувачка кафедри майстерності актора та режисури драматичного театру Харківського національного університету мистецтв імені І. П. Котляревського (2021), доцентка кафедри, провідна майстриня сцени Харківського державного академічного українського драматичного театру імені Т. Г. Шевченка. Членкиня Національної спілки театральних діячів України.

## Біографія
Оксана Володимирівна Стеценко народилась 3 квітня 1963 року у Львові. У 1984 закінчила Сумське державне музичне училище за спеціальністю «вокал». У 1989 закінчила Харківський державний інститут мистецтв імені Івана Котляревського за спеціальністю «актриса театру та кіно» (викл. Олександр Сердюк, Олександр Біляцький), у 2012 — Харківський державний університет мистецтв за спеціальністю «режисер театру драми» (викл. Л. Садовський).
Від 1988 року — акторка, провідна майстриня сцени Харківського академічного українського драматичного театру ім. Тараса Шевченка, від 2012 — режисерка театру. З 1991 знімається у кіно. У 2001—2004 роках викладала акторську майстерність у Харківській державній академії культури.
Від 2007 року — викладач, старший викладач, доцент кафедри майстерності актора та режисури драматичного театру ХНУМ імені І. П. Котляревського. З травня 2021 року — завідувачка кафедри. Викладає дисципліни: «Акторсько-викладацька практика», «Викладацько-педагогічна майстерність», «Майстерність актора».
Член експертної ради фестивалю «Одеса. Театр. PRO» (2019).

## Ролі у театрі
- Анна «Украдене щастя» І. Франка;
- Варка «Безталанна» І. Карпенка-Карого;
- Маруся «Дай серцю волю…» М. Кропивницького;
- Наталія Іванівна «Три сестри» А. Чехова;
- Мотрона Розторгуєва «Мина Мазайло» М. Куліша;
- Ангустіас «Дім Бернарди Альби» Ф.-Г. Лорки;
- Мадам Ортанс «Оркестр» Жана Ануя;
- Анна Андріївна «Ревізор. Містична комедія» М. Гоголя;
- Гертруда «Гамлет. Сни» за В. Шекспіром;
- Титанія «Сон літньої ночі» В. Шекспіра;
- Зоя Пельтц «Зойчина квартира» М. Булгакова;
- Ув'язнена «Один день Івана Денисовича» за О. Солженіциним;
- Мадам Карльє «Блез» К. Маньє;
- Баптіста Мінола «Приборкання норовливої» В. Шекспіра;
- Жінка «Чотири з половиною» А. Жолдака за К. Гольдоні.

## Ролі у кіно
- Дівчина «Тримайся, козаче!» В. Семаніна;
- Маргарита Кремнєва «Круїз, або Розлучна подорож», О. Байрак;
- Пані «Сплачено заздалегідь» О. Байрак.

## Режисерські роботи
- «Акторська гримерна», К. Сімідзу, 2012[5];
- «Безіменна зірка», М. Себастьян, 2013;
- «На початку та наприкінці часів» («Баба Пріся»), П. Ар'є, 2015;
- «Житейське море», І. Карпенка-Карого, 2017[6];
- «Піаніно у траві», Ф. Саган, 2019[7];
- «Вітер теплий… південний… поривчастий», Д. Фо, 2019;
- «Василісо, GO!», Л. Лягушонкової, 2021;
- «Падати. Літати», Неди Нежданої, 2024.